# Annobonzetes sphaericus
Annobonzetes sphaericus är en kvalsterart som beskrevs av Pérez-Íñigo 1983. Annobonzetes sphaericus ingår i släktet Annobonzetes och familjen Scheloribatidae. Inga underarter finns listade i Catalogue of Life.